# Sietze Douwes van Veen

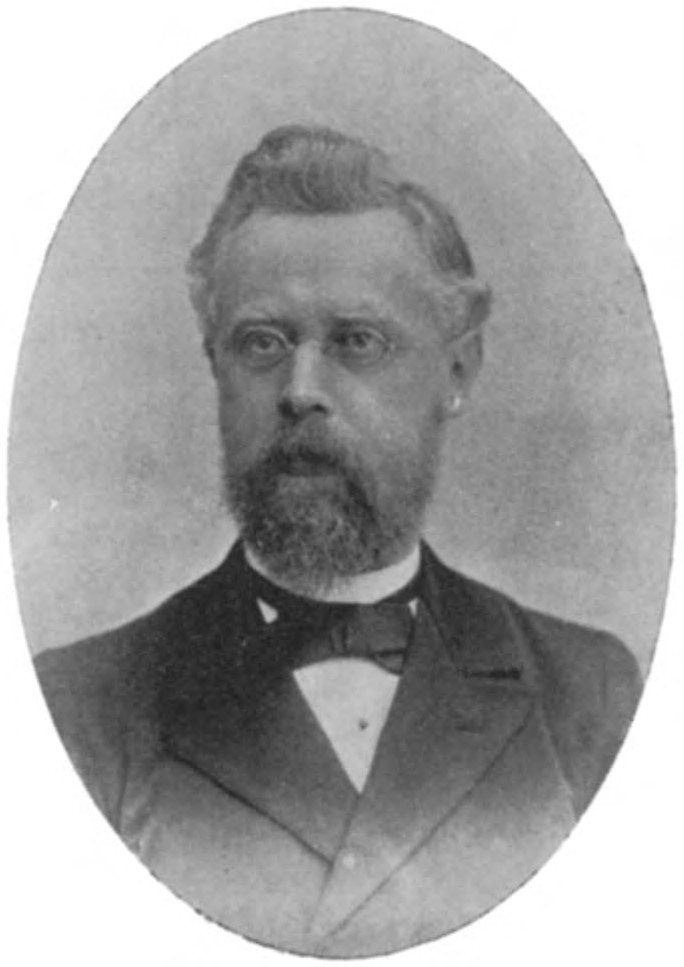
Sietze Douwes van Veen

Sietze Douwes van Veen (* 7. Oktober 1856 in Lemmer; † 22. August 1924 in Zeist) war ein niederländischer Kirchenhistoriker.

## Leben
Sietse Douwes war der Sohn des Kaufmanns Douwe Sietzes van Veen (* 13. Mai 1829 in Lemmer; † 6. Januar 1892 ebenda) und dessen am 5. Juni 1853 in Lemsterland geheirateten Frau Froukje Annes Wouda (* 12. Juli 1829 in Lemmer; † 2. Juli 1912 ebenda). Nach dem Besuch des Gymnasiums in Doetinchem immatrikulierte er sich am 23. September 1875 an der Universität Utrecht, um ein Studium der Theologie zu absolvieren. Hier wurden Jacobus Isaac Doedes, Johannes Jacobus van Oosterzee, Nicolaas Beets und Josue Jean Philippe Valeton der Jüngere seine Lehrer. Nach bestandenen theologischen Examen wurde er am 18. September 1881 Pfarrer in friesländischen Molkwerum (heute zu Súdwest-Fryslân),
wechselte am 9. Mai 1886 als Pfarrer nach Dedemsvaart (heute zu Hardenberg) und am 11. September 1887 in gleicher Eigenschaft nach Groningen. Am 15. Juni 1888 promovierte er in Utrecht bei Jacob Cramer mit der Arbeit De gereformeerde kerk van Friesland in de jaren 1795-1804 (deutsch: Die reformierte Kirche von Friesland in den Jahren 1795-1804) zum Doktor der Theologie und wurde am 17. Mai 1896 Pfarrer in Rotterdam.
Am 12. August 1896 wurde er als Professor der Kirchengeschichte an die Universität Utrecht berufen. Er begann seine Lehrtätigkeit am 28. September 1896 mit der Einführungsrede Het academisch onderwijs in de geschiedenis van het christendom (deutsch: „Der akademische Unterricht der Kirchengeschichte“). In Utrecht beteiligte er sich auch an den organisatorischen Aufgaben der Hochschule und war im Akademiejahr 1906/07 Rektor der Alma Mater. Van Veen verfasste zahlreiche Artikel zur niederländischen Kirchengeschichte in den fachspezifischen Journalen und Zeitschriften seines Heimatlandes, zudem schrieb er mehrere Artikel zu niederländischen Themen in der dritten Auflage der Realenzyklopädie für protestantische Theologie und Kirche. Er wurde zum Ritter des Ordens vom niederländischen Löwen ernannt, erhielt den preußischen Kronenorden 3. Klasse und wurde Ehrendoktor der Universität Bonn. Am 10. Oktober 1921 wurde er emeritiert und verlebte seinen letzten Lebensabend in Zeist.

## Familie
Van Veen verheiratete sich am 9. September 1881 in Lemsterland mit Oenschjen Brandenburg (* 4. August 1854 in Lemsterland; † 15. Januar 1931 in Zeist), die Tochter von Roelof Hesselius Brandenburg (* 16. Mai 1802 in Zuiderdrachten; † 6. März 1878 in Lemsterland) und dessen Frau Richtje Wiegers van Eyck (* 3. Mai 1816 in Sneek; † 28. Dezember 1901 in Lemsterland). Aus der Ehe stammen Kinder; von diesen kennt man den Sohn Roelof Hesselius Brandenburg van Veen (* 4. November 1884 in Tietjerksteradeel; † 8. März 1920 in Zeist), welcher Doktor der Rechte wurde und Douwe Sietses van Veen (* 17. Januar 1883 in Molkwerum; † 9. August 1951 in Groningen), welcher auch Pfarrer wurde und sich in erster Ehe, am 23. Juli 1919 in Rotterdam, mit Johanna Lubberdina Gantvoort (* 12. Juni 1887 in Rotterdam; † 27. Juli 1968 in Amsterdam) verheiratete, sich in zweiter Ehe, am 12. Mai 1920 in Zeist, mit Cornelia Lydia Niekerk (* 1898 in Schoonhoven; † 1972) verehelichte, sowie am 12. Juni 1922 in Soerabaja mit Juliane Pauline Gesine Brunet de Rochebrune (* 6. Oktober 1890 in Djambi (Sumatra); † 20. März 1975 in Groningen) eine dritte Ehe einging.

## Werke (Auswahl, niederländisch)
- Voor tweehonderd jaren, Schetsen van het leren onzer gereformeerde vaderen. Utrecht 1886, 1905
- Uit de vorige eeuw. Vier voorlezingen ter kenschetsing van het kerkelijk en godsdienstig leven in de 18de eeuw. Utrecht 1887
- De gereformeerde kerk van Friesland in de jaren 1795-1804. Groningen 1888
- Bijbelsche geschiedenissen voor catechisatien, scholen en huisgezinnen. Groningen 1888, 2. Bde., 16. Aufl. um 1910
- Zondagsrust en Zondagsheiliging in de 17e eeuw. Nijkerk 1889
- Christlijke geloofs- en zedenleer. Groningen 1890
- Aanvullingen en verbreringen van Romein's Naamlijst der predikanten in de hervormde gemeenten van Friesland. Leeuwarden 1892
- Levensbrevier. Woorden uit den Bijbel. Groningen 1893
- Uit drie eeuwen. 1894
- Voor elken dag. Stichtelijke overdenkingen. Rotterdam 1896
- Het academisch onderwijs in de geschiedenis van het christendom. Groningen 1896
- Acten der prov. en part. synoden, gehouden in de noordel. Nederlanden gedurende de de jahren 1572-1620. Groningen 1892-1898, 8. Bde.
- Hopen en stille zijn. Leerrede, uitgesproken 17 Maart 1901, in de Ned. Herv. Kerk te Breukelen ter nagedachtenis van wijlen J. van Heerde, overl. 15 Maart 1901. Kampen 1901
- Kracht tot arbeid, toespraken tot studenten. 1900
- Hopen en stille zijn. Kampen 1901
- Eene eeuw van worsteling. Overzicht van de geschiedenis van het christendom in de 19de eeuw. Groningen1904
- Historische studiën en schetsen. Groningen 1905
- De organisatie der Ned. Hervormde Kerk beschouwd in het licht van belijdenis en geschiedenis. Utrecht 1905
- Mannen des geloofs. Levensbeelden uit de 19de eeuw. Utrecht 1906
- De christelijke kerk en de machthebbers der waereld. Utrecht 1907 (Rektoratsrede)
- De Index en de boekencensuur in de Rooms-Katholieke Kerk. Baarn 1907
- Het stundisme. Baarn 1908
- Zondagsrust. Utrecht 1908
- Zondagsrust en Zondagsheiliging in de 17de eeuw. Nijkerk 1909
- Het godesdienstonderwijs en de aanneming van lidmaten in de gereformeerde kerk. Baarn 1909, Dordrecht 1979
- Het kerkelijk leven. Baarn 1909
- Het godsdienstonderwijs en de aanneming van lidmaten  in de gereformeerde kerk. Baarn 1909, Dordrecht 1979
- Kerkelijk opzicht en tucht in de gereformeerde kerk. Baarn 1910
- Het academieleven. Baarn 1910
- Andries Willem Bronsveld. Haarlem 1910
- De bisschoppelijke hierarchie in Nederland. Baarn 1910
- De kinderdoop der gereformeerden. Baarn 1911
- Het Stipendium Bernardium. Geschiedenis eener Utrechtsche academie-beurs. Utrecht 1911
- De zeven sacramenten der Roomsch-Katholieke Kerk. Baarn 1912
- De orthodoxe kerk in Turkije en de Balkan-staaten. Baarn 1913
- Inrichting en bestuur der Roomsch-Katholieke Kerk. Baarn 1913
- De godsdientoefeningen der gereformeerden. Baarn 1914
- Laïcus (pseudoniem) Waarom weten we zeker dat God bestaat? Amsterdam 1915
- Luther herdacht. Op het vierde eeuwfeest der kerkhervorming. Utrecht 1917
- Maarten Luther, een mensch van God gezonden. Rede bij gelegenheid van het vierde eeuwfeest der kerkhervorming. Amsterdam 1917